# Hunt the Wumpus

Hunt the Wumpus的遊玩過程

Hunt the Wumpus是一个很重要的早期电脑游戏。他是基于一个简单的隐藏／搜索的形式，有一个神秘的怪兽（Wumpus），潜行在房间的网络中。玩家可以使用基于命令行的文字界面，通过输入指令来在房间中移动，或者沿着几个相邻的房间中的弯曲的路径射箭。其中有20个房间，每个房间与另外三个相连接，排列像一个正十二面體的顶点（或者是一个正二十面體的面）。可能的危险有：超级蝙蝠（它会把玩家扔到任意的位置）和Wumpus。当玩家从提示中推断出Wumpus所在的房间而不进入，并向房间内射入一支箭来杀死他。然而，如果射错了房间就会惊动Wumpus，他就会吞噬玩家。
游戏最初由Gregory Yob使用BASIC编写。
该游戏的一个简化版也变成了一个人工智能领域中的描述（一种计算机程序）概念的经典例子。（人工智能常用来模拟玩家的角色）